# Yechiva de Telshe
La yechiva de Telshe ou yechiva de Telšiai est fondée en 1875, dans la ville de Telšiai (en Yiddish: טעלז "Telz"), en Lituanie. Durant la Seconde Guerre mondiale, elle est transférée à Wickliffe (Cleveland, dans l'Ohio, aux États-Unis. Elle est connue de nos jours comme le collège rabbinique de Telshe ou yechiva de Telz ou simplement par Telz.

## Histoire
La yechiva de Telshe,, est fondée en 1875 dans la ville de Telšiai, en Lituanie. En 1900, elle est une des trois plus larges yechivot de l'Empire russe.
Elle est créée par trois rabbins: Meir Atlas, le rabbin de Šiauliai et beau-père des rabbins Elchonon Wasserman et Chaim Ozer Grodzinski; Zvi Yaakov Oppenheim et Shlomo Zalman Abel, le beau-frère du rabbin Shimon Shkop.
Le rabbin Eliezer Gordon est Rosh Yeshiva de la yechiva de Telshe, de 1881 à 1910. Son gendre, le rabbin Yosef Yehuda Leib Bloch, lui succède, de 1910 à 1929,. Il introduit l'étude quotidienne du Moussar,.
Sous la direction des rabbins Eliezer Gordon et Yosef Yehuda Leib Bloch, la yechiva sépare les étudiants en cinq niveaux et institue des examens périodiques.  
Yosef Yehuda Leib Bloch introduit l'étude de matières séculaires dans le programme de la mekhina (études secondaires) de la Yechiva.
Le fils aîné de Yosef Yehuda Leib Bloch, le rabbin Shmuel Zalman Bloch, le successeur naturel de son père au poste de Rosh Yeshiva, cède sa place à son frère plus jeune, le rabbin Avrohom Yitzchok Bloch. Ce dernier devient Rosh Yeshiva de 1929 jusqu'au 15 juillet 1941, alors qu'il est assassiné par les nazis.
Les rabbins Eliyahu Meir Bloch, élève, puis enseignant depuis 1917 à la Yechiva de Telshe et Chaim Mordechai Katz réussissent à partir pour les États-Unis, avec 10 élèves et reconstruisent la yechiva à Cleveland, dans l'Ohio.

## Élèves connus
- Meir Bar-Ilan
- Mordechai Gifter
- Samy Klein
- Mordechai Pogramansky
- Chaim Yaakov Rottenberg
- Shimon Schwab
- Elchonon Wasserman